# Thu nhập cá nhân
Thu nhập cá nhân trong kinh tế là thuật ngữ đề cập đến tất cả các khoản thu nhập của một cá nhân kiếm được trong một niên độ thời gian nhất định từ tiền lương, đầu tư và các khoản khác, nó là tổng hợp của tất cả các thu nhập thực nhận bởi tất cả các cá nhân hoặc hộ gia đình. Thông thường thu nhập cá nhân phải chịu đánh thuế thu nhập.

## Các khoản thu nhập
Có thể thống kê một số khoản thu nhập cá nhân gồm: (Tham khảo Luật Thuế thu nhập cá nhân của Việt Nam)
- Thu nhập từ kinh doanh, bao gồm:
  - Thu nhập từ hoạt động sản xuất, kinh doanh hàng hoá, dịch vụ
  - Thu nhập từ hoạt động hành nghề độc lập của cá nhân có giấy phép hoặc chứng chỉ hành nghề theo quy định của pháp luật
- Thu nhập từ tiền lương, tiền công, bao gồm:
  - Tiền lương, tiền công và các khoản có tính chất tiền lương, tiền công
  - Các khoản phụ cấp, trợ cấp
- Tiền thù lao
- Tiền nhận được từ tham gia các tổ chức, hiệp hội
- Các khoản lợi ích khác nhận được bằng tiền hoặc không bằng tiền
- Tiền thưởng.
- Thu nhập từ đầu tư vốn, bao gồm:
  - Tiền lãi cho vay
  - Lợi tức cổ phần
  - Thu nhập từ đầu tư vốn, thu nhập từ lãi trái phiếu
- Thu nhập từ chuyển nhượng vốn
- Thu nhập từ chuyển nhượng bất động sản
- Thu nhập từ trúng thưởng, bao gồm:
  - Trúng thưởng xổ số
  - Trúng thưởng do khuyến mại
  - Trúng thưởng trong các hình thức cá cược, casino
  - Trúng thưởng trong các trò chơi, cuộc thi có thưởng
- Thu nhập từ bản quyền
- Thu nhập từ nhận thừa kế
- Thu nhập từ nhận quà tặng
- Thu nhập của hộ gia đình, cá nhân trực tiếp sản xuất nông nghiệp, lâm nghiệp, làm muối, nuôi trồng, đánh bắt thủy sản
- Thu nhập từ kiều hối
- Làm thêm giờ, làm đêm
- Tiền lương hưu
- Học bổng
- Tiền bồi thường